# NGC 615
NGC 615 è una galassia a spirale situata nella costellazione della Balena, a una distanza di circa 75 milioni di anni luce dalla nostra Via Lattea.

## Scoperta
NGC 615 è stata scoperta il 10 gennaio 1785 dall'astronomo britannico di origine tedesca William Herschel.

## Descrizione
NGC 615 ha una classe di luminosità II e presenta una larga riga a 21 cm dell'idrogeno neutro. È una galassia luminosa nei raggi X.

## Gruppo di NGC 584
NGC 615 fa parte del Gruppo di NGC 584, un gruppo di 9 galassie brillanti nel dominio dei raggi X che comprende: NGC 584, NGC 586, NGC 596, NGC 600, NGC 615, NGC 636, IC 127, UGCA 17 e KDG 007.